# Tlaxcala de Xicohténcatl
Tlaxcala de Xicohténcatl è il capoluogo dello stato di Tlaxcala, in Messico; la città è situata sugli altopiani centrali ed è l'insediamento più popoloso dello stato.

## Storia

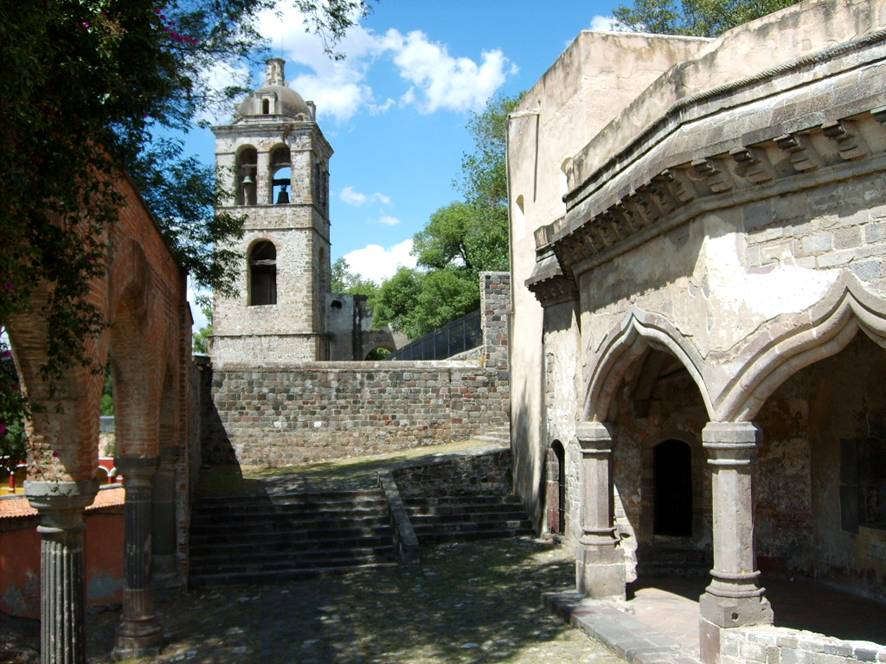
Cappella e campanile dell'ex convento di San Francesco d'Assisi.

Tlaxcala, che in lingua nahuatl significa luogo del mais, fu fondata verso la metà del XIV secolo da una tribù nahua (denominata Tlatepotzca) fuggita dal lago Texcoco. Per circa duecento anni la città ebbe una posizione di rilievo, perché era la capitale di uno dei pochi stati che si opposero al dominio azteco.
Fu ufficialmente ri-fondata nel 1520 da Hernán Cortés su quella preesistente degli indigeni suoi alleati contro gli Aztechi, loro storici nemici. Nel 1535 l'imperatore Carlo V conferì a Tlaxcala i diritti civili e particolari privilegi in cambi dell'aiuto ricevuto dagli abitanti durante la conquista spagnola. All'epoca la città era densamente abitata ed era una delle principali del Messico, ma tra il 1544 ed il 1546 perse gran parte della popolazione in seguito ad una pestilenza, la stessa diocesi di Tlaxcala, la più antica diocesi dell'attuale Messico, trasferì la sua sede a Puebla de Los Ángeles (pur continuando a chiamarsi "di Tlaxcala" fino al 1903, anche se poi una nuova diocesi di Tlaxcala fu fondata nel 1959). La città non si riprese più dopo questo duro colpo ed il suo ruolo nella storia successiva messicana è modesto.

## Monumenti e luoghi d'interesse

### Basilica della Vergine di Ocotlán
Posta fuori dal centro cittadino, sulla sommità di una collina si trova la Basilica della Vergine di Ocotlán (in lingua nahuatl: il luogo del pino), costruzione della metà del XVIII secolo, realizzata dall'indio Francisco Miguel.

### Convento e chiesa di San Francesco
La chiesa di San Francisco situata nel centro cittadino fu consacrata nel 1521 ed è la più antica del continente americano.